# Ali M’Madi
Ali M’Madi (ur. 21 kwietnia 1990 w Marsylii) – komoryjski piłkarz występujący na pozycji pomocnika. Zawodnik klubu Evian Thonon Gaillard.

## Kariera klubowa
Ali M’Madi urodził się we Francji w rodzinie pochodzenia komoryjskiego. Jako junior grał w zespołach Vitrolles, AS Cannes oraz RC Lens. W 2009 roku trafił do Evian Thonon Gaillard z Championnat National. W 2010 roku awansował z nim do Ligue 2, a w 2011 roku do Ligue 1. W tych rozgrywkach zadebiutował 6 sierpnia 2011 roku w zremisowanym 2:2 pojedynku ze Stade Brestois 29, w którym strzelił także gola.
| Sezon   | Klub                  | Kraj    | Rozgrywki | Mecze | Bramki | Rozgrywki Europy | Mecze | Bramki |
| ------- | --------------------- | ------- | --------- | ----- | ------ | ---------------- | ----- | ------ |
| 2009/10 | Evian Thonon Gaillard | Francja | National  | 2     | 0      | -                | -     | -      |
| 2010/11 | Evian Thonon Gaillard | Francja | Ligue 2   | 3     | 1      | -                | -     | -      |
| 2011/12 | Evian Thonon Gaillard | Francja | Ligue 1   | 14    | 1      | -                | -     | -      |
| 2012/13 | Evian Thonon Gaillard | Francja | Ligue 1   | 2     | 0      | -                | -     | -      |
| 2013/14 | Evian TG              | Francja | Ligue 1   | 0     | 0      | -                | -     | -      |

Stan na: 12 czerwca 2013 r.

## Kariera reprezentacyjna
W reprezentacji Komorów M’Madi zadebiutował 9 października 2010 roku w przegranym 0:1 meczu eliminacji Pucharu Narodów Afryki 2012 z Mozambikiem.